# Markus Ilgner
Markus Ilgner (* 8. Oktober 1980 in Moers) ist ein deutscher DJ, Musiker und Produzent.

## Karriere
Seine musikalische Prägung bestimmen Bands wie Depeche Mode, Einstürzende Neubauten, David Bowie. Nachdem er unter dem Namen „Tachiones“ einige Remixe für Jens Lissat auf dem Label Toolroom veröffentlicht hatte, festigte Ilgner seine Karriere 2008 als Künstler, DJ und Produzent beim Label Audiodevot. Nach einigen Veröffentlichungen, konnte er seine „Relax EP“ beim Label Bonzai Records herausbringen. Zudem arbeitet er mit Marc Forbes unter dem Namen „Forbes & Ilgner“. Beispielsweise spielte er Vocal House ein mit der Sängerin Tanya Sky. Er spielte auf diversen Festivals wie der Ruhr in Love und besuchte Clubs wie das Rheingold (Düsseldorf), Toy (Stuttgart) und das Butan (Wuppertal).
Sein zweites Album „Big Gorilla Alien Wolf Monster“ kam am 1. Mai 2012 bei Bonzai Records heraus. Seine „Serpico EP“ wurde bei EMUN Records veröffentlicht. Weitere Labels, unter denen er veröffentlicht hat, sind Big Mamas House, Fuchsbau Platten, Harkee Records, Hero In My Hood, HouzeSlave Records. Ilgner belegt Platz 16835 in der weltweiten DJ-Liste (Stand 2017).

## Diskografie
Remixe als Tachiones
- 2007 - Lissat & Voltaxx feat Betty Bizzare - Enlarge your penis - Tachiones Remix (Toolroom Rec.)
- 2007 - Menck & Lissat - Press & Push - Tachiones Electrobluse Mix (KISU Rec.)
- 2007 - Lissat & Voltaxx - Sexshooter Tim & T. Diodentanz Mix (Groove Fanatics Rec.)
- 2008 - Lissat & Voltaxx - Arschkatzen - Tachiones & Tim Last Minute Remix (Perc Trax Rec.)
- 2008 - Lissat & Voltaxx - Arschkatzen - Tachiones & Tim Miez Miez Mix (Perc Trax Rec.)

Remixe als Markus Ilgner
- 2009 - Prompter - Laima Markus Ilgner Giggle Mix (4Line Records)
- 2010 - Edlington - I know SEX  - Markus Ilgner Olga die Waldfee Mix
- 2010 - Timo Manson - Old life can go Markus Ilgner Hypno Moize Mix (Audiodevot Rec.)
- 2010 - Davincy - Needless to say - Markus Ilgner Bretterbude Remix

Veröffentlichungen
- 2009 - Markus Ilgner Red Sunshine EP (MusicCity Rec.)
- 2009 - Markus Ilgner Soulmate EP (MusicCity Rec.)
- 2009 - Markus Ilgner Marvelous EP (MusicCIty Rec.)
- 2009 - Markus Ilgner Antitoxin LP (Audiodevot Rec.)
- 2009 - The sons of mr. Miyagi - Electronic Rush LP (Audiodevot Rec.)
- 2010 - Markus Ilgner - Dr. Greenfunk EP (Houze Slave Rec.)
- 2010 - Markus Ilgner - Frankenhooker EP (Big Mamas House Rec.)
- 2010 - Markus Ilgner - Relax EP (Bonzai Basiks Rec.)
- 2011 - Forbes & Ilgner - Oracle EP (Bonzai Basiks Rec.)
- 2012 - Markus Ilgner - Serpico

Sampler
- 2009 - Various Artists - Miami Club Charts inkl. Markus Ilgner - Listen up smokers
- 2009 - Various Artists - Welcome to munich inkl. Markus Ilgner - Listen up smokers
- 2009 - Various Artists - Territory Balearic inkl. Markus Ilgner - Listen up smokers
- 2010 - Various Artists - Mini Tech House: Volume 4 inkl. Markus Ilgner - Neonlicht
- 2010 - Various Artists - Bonzai Basiks: Best Of 2K10 inkl. Markus Ilgner - Neonlicht
- 2011 - Minimal Side of Life Vol.01 - Markus Igner - Mama teach me the Funk